# Таран самолётов ATR-42 в Габороне
Таран самолётов ATR-42 в Габороне — авиационная катастрофа, произошедшая 11 октября 1999 года в международном аэропорт имени сэра Серетсе Кхамы, когда пилот авиакомпании Air Botswana Крис Фатсве захватил самолёт ATR 42-320, и после двух часов полёта над аэропортом, он успешно приземлился и врезался в два других ATR-42 на перроне. Происшествие парализовало деятельность Air Botswana, поскольку у авиакомпании оставался только один самолет — BAe 146, который был отстранен из-за технических проблем.

## Самолёты

### Угнанный самолёт
ATR-42 320 (бортовой номер A2-ABB, серийный номер 101) был выпущен в 1988 году и был передан в авиакомпанию Air Botswana 11 июля 1988 года, где свой первый полет совершил 14 июля. Был оснащен двумя турбовинтовыми двигателями Pratt & Whitney Canada PW121.

### Самолёты, пострадавшие в ходе тарана
ATR-42 320 с бортовым номером A2-ABC также был выпущен в 1988 году, но в авиакомпанию Air Botswana он был передан на три месяца позже угнанного, 26 октября 1988. Он был аналогично угнанному оснащен двумя турбовинтовыми двигателями PW121. Свой первый полет он совершил 22 сентября 1988 года.
Другой ATR-42 320 с бортовым номером A2-AJD наряду с другими самолётами был выпущен в 1988 году, свой первый полет он совершил 8 марта того же года. В авиакомпанию Air Botswana он был передан 6 марта 1997 года, а до этого он эксплуатировался в следующих авиакомпаниях:
- Foshing Airways (с 22 апреля 1988 по 1 января 1992, бортовой номер B-2201)
- TransAsia Airways (с 1 января 1992 по 12 декабря 1992, бортовой тот же)
- ATRiam Capital (с 12 декабря 1992 по январь 1994, бортовой номер F-WIYA)
- Airgroup Havacilik (с января 1994 по октябрь 1994, бортовой номер TC-AGB)
- ATRiam Capital (октябрь 1994, бортовой номер F-WQAI)
- Ceskoslovenske Aerolinie (с 27 октября 1994 по 26 марта 1995 года, бортовой номер OK-TFE)
- Czech Airlines (с 26 марта 1995 по 1 апреля 1996 года, бортовой тот же)
- ATRiam Capital (с 1 апреля 1996 по 18 июля 1996, бортовой номер F-WQCR)
- Ethiopian Airlines (с 18 июля 1996 по 6 марта 1997, бортовой номер F-OIET)

## Угонщик
Угонщиком оказался 33-летний Крис Фатсве, капитан ATR-42 авиакомпании Air Botswana из Тоноты. Источники в авиакомпании утверждали, что он был отстранен от полетов по медицинским показаниям (у него был обнаружен ВИЧ), отказался от восстановления и снова был отстранен от полетов до февраля 2000 года. До своего медицинского отстранения он также координировал операции по обеспечению безопасности в авиакомпании. Фатсве неоднократно предупреждал администрацию аэропорта о том, что собирается покончить с собой. Также у него был СПИД.

## Ход событий

### Происшествие
11 октября 1999 года Фатсве сел в припаркованный самолет ATR-42 320 авиакомпании Air Botswana, в которой он работал, и совершил несанкционированный взлет. В течение двух часов он кружил над аэропортом, связываясь по радио с диспетчерской вышкой и объявляя о своем намерении покончить с собой. Фатсве сообщил диспетчеру, что хочет поговорить с президентом Ботсваны Фестусом Могае, генеральным директором Air Botswana Джошуа Галефолонвеем, командиром станции, центральным полицейским участком и своей девушкой. Поскольку президент был за границей, были приняты меры для его разговора с вице-президентом Яном Кхамой и он «уже собирался соединиться с его офисом, когда у самолета закончилось топливо». Когда топливо закончилось, Фатсве пригрозил врезаться на самолете в здание Air Botswana, чтобы уладить явную неприязнь к руководству авиакомпании, но когда чиновники в диспетчерской вышке сообщили ему, что в здании находятся люди, он отказался от своих намерений. Фатсве совершил успешную посадку в аэропорту вылета, но вместо того чтобы сдаться службе безопасности аэропорта, он продолжил рулить к перрону, и на скорости 200 узлов (370 км/ч) он врезался в два рядом стоящих ATR-42 авиакомпании Air Botswana. В результате столкновения Фатсве погиб.

### Последствия
В качестве меры предосторожности на момент происшествия аэропорт был эвакуирован. В результате деятельность Air Botswana была парализована, поскольку у авиакомпании оставался только один самолет — BAe 146, который был отстранен из-за технических проблем и простаивал на земле на тот момент уже год. Авиакомпания South African Express заявила о том, что начнет выполнять рейсы по маршруту Йоханнесбург—Габороне, которые должны были выполнять самолёты Air Botswana. Для продолжения деятельности, ботсванской авиакомпании пришлось арендовать два самолёта Hawker Siddeley HS 748 из Южной Африки, и уже 12 октября она продолжила выполнять регулярные рейсы.

### Комментарии
1. ↑  По другим данным — Крис Пхатшве